# Cryptoblepharus balinensis
Cryptoblepharus balinensis es una especie de escincomorfos de la familia Scincidae.

## Distribución geográfica
Es endémica de las islas de Java, Bali, Lombok, Sumbawa y algunas islas menores adyacentes (Indonesia).

## Subespecies
- C. balinensis balinensis Barbour, 1911 - desde Java hasta Lombok
- C. balinensis sumbawanus Mertens, 1928 - propia de Sumbawa